# Алибори (департамент)
Алибори (фр. Alibori) — крупнейший департамент Бенина. Был выделен в 1999 году из состава департамента Боргу. Административный центр — город Канди.

## География
Находится на северо-востоке страны. Граничит с Буркина-Фасо и Нигером с севера, с Нигерией — с востока. На юге граничит с департаментом Боргу, на западе — с департаментом Атакора.

## Административное деление

Коммуны департамента Алибори.

Департамент включает 6 коммун:
- Баникоара (фр. Banikoara)
- Гогуну (фр. Gogounou)
- Канди (фр. Kandi)
- Каримама (фр. Karimama)
- Маланвиль (фр. Malanville)
- Сегбана (фр. Segbana)